# 胡起涛
胡起濤（1906年1月6日—1997年2月13日），中華民國大陸晚期報人、台灣教育家，浙江鄞縣人，20世紀50年代曾任中華民國國軍佔據舟山群島機關報《浙海日報》的總經理。

## 生平

### 早年
生於浙江鄞縣（今寧波市鄞州區）。早年擔任教師，先後在鄞县南乡文山小学，宁波城内柳汀小学，翰香小学任教。
1937年，抗日戰爭爆發，學校解散，胡離開教職，擔任鄞县抗敌后援会秘书，鄞县粮食储备仓库秘书兼鄞县农会秘书等職務。
1944年，与陈秋阳发起创办鄞县私立堇南初级中学（今姜山中學），並担任首届董事。
1945年，抗日戰爭勝利，胡出任鄞县农会理事长，並當選國民政府参议员（鄞縣選區），並是中國國民黨鄞县党部的执行委员。《寧波日報》創辦後，擔任報社副社长，兼任总管理（即現今的总经理）。

### 《浙海日报》
1949年5月，國軍在大陸撤退，舟山群島成為國軍沿海主要據點。蔣中正親自電命原宁波日报社隨國軍遷往舟山，時《寧波日報》遂奉命復刊並改組為《浙海日报》，成為國民黨大陸統治晚期的喉舌。當時不少國民黨上層文士撤退遷移至舟山，遂抽調其中聞達幹練者組成輿論陣容，胡被命為《浙海日报》總經理兼任報社副社長，沈友梅任報社社長；而報社董事長為蔣中正肱骨俞济民出任，俞嘉庸為名譽發行人。
國民黨在舟山的統治在舟山戰役後迅速喪失，國軍施行了舟山撤退，《浙海日报》不得不於1950年5月14日停刊。胡於1950年3月先抵台北。

### 台灣時期
胡赴台灣後，重拾舊業，從事兒童教育，與姜梅英共同創辦了中和幼稚園，是台灣著名私立幼稚園。
1951年6月起至1990年5月，胡先後任台北寧波同鄉會總幹事、理事、常務理事、駐會常務理事等職務。
胡也熱衷於台灣歷史，曾組團在台灣搜尋台灣文獻初祖沈光文在台遺跡文獻和墓址.
1990年中秋節前夕，胡回到大陸家鄉寧波定居。

## 著作
- 《國軍保衛大舟山時期之浙海日報》